# A kenguru jobb horga
A Kenguru jobb horga című kislemez az Első Emelet 2. megjelent kislemeze, mely albumra nem került fel. A dal tartalmazza még az Álmatlanul című dalt is.

## Megjelenések
7"  Magyarország Start SPS 70673
- A kenguru jobb horga - 4:57
- Álmatlanul - 3:40